# Gorenje Radulje
Gorenje Radulje – wieś w Słowenii, w gminie Škocjan. W 2018 roku liczyła 70 mieszkańców.